# Kim Nam-joo
Kim Nam-joo (hangul: 김남주; hanja: 金南珠; rr: Gim Nam-ju; MR: Gim Nam-chu; nascida em 15 de abril de 1995), mais frequentemente creditada apenas como Namjoo (hangul: 남주) é uma cantora e atriz sul-coreana. Ficou mais popularmente conhecida por ser integrante do grupo feminino Apink.

## Biografia
Namjoo frequentou a Seoul Performing Arts High School juntamente com as colegas de grupo Naeun, Hayoung e Yookyung. Ela se formou em fevereiro de 2014. Em 2015, ela foi aceita no departamento de performance e artes da Sungkyunkwan University. Antes de estrear com o Apink, ela estrelou em diversos comerciais em 2007, aos 12 anos.

## Carreira
Ela entrou para a Cube Entertainment em 2010, através das audições do Cube Party. Foi a última integrante do Apink a ser apresentada ao público, antes da estreia. Namjoo estreou com o Apink no programa musical M! Countdown, apresentando as canções I Do Not Know e Wishlist, ambas incluídas no extended play de estreia do grupo, Seven Springs of Apink. Em 2014, Namjoo e Bomi formaram a primeira subunidade do Apink, Pink BnN.
Em setembro de 2015, ela foi lançada no drama do  Naver, Investigator Alice, exibido em outubro de 2015.
Em março de 2015, ela se juntou ao Tutoring Across Generations, substituindo Taemin, mas o show foi cancelado em abril por baixa audiência. Ela apareceu no programa Sugar Man com Bomi, como a subunidede Pink BNN, em novembro de 2015. Em 2016, Namjoo, juntamente com Bomi, tornaram-se novas MCs de Shikshin Road 2. Em dezembro, ela participou do King of Mask Singer como Good Daughter Shim Cheong.

### Outros trabalhos
Namjoo, ao lado da colega de grupo  Eunji e Jang Hyun-seung, ex-membro do Beast, lançaram o single A Year Ago do projeto A Cube For Season #White, em 3 de janeiro de 2013 para comemorar o sucesso de seus respectivos grupos.
Em 2014, ela performou "Seoul Lonely" com o trio de hip-hop Phantom em vários programas musicais.
Em 2 de junho de 2015, ela lançou um dueto com Yook Sung-jae do BtoB, intitulado Photograph, como parte do do projeto Cube Entertainment A Cube For Season #Blue Season 2.

## Discografia

### Solos
| Ano  | Título                                      | Álbum                               | Notas                         |
| ---- | ------------------------------------------- | ----------------------------------- | ----------------------------- |
| 2013 | "A Year Ago"                                | Acube For Season #White             | com Eunji and Jang Hyun-seung |
| 2015 | "Photograph"                                | Acube For Season #Blue              | com Yook Sung-jae             |
| 2015 | "The Magic"                                 | Tom Little and The Magic Mirror OST | Solo                          |
| 2016 | "Our Night Is More Beautiful Than Your Day" | Summer11 Project                    | com vários artistas           |
| 2016 | "Sweet Now"                                 | Dalda                               | com Damiano                   |
| 2017 | "I Pray 4 You"                              | School 2017 OST                     | com Bomi                      |
| 2017 | "Shake"                                     | Deep OST                            | com Defconn                   |
| 2019 | Bird                                        | BIRD                                | Composição de Jeon Soyeon     |

## Filmografia

### Dramas
| Ano  | Título             | Papel        | Emissora     | Notas           |
| ---- | ------------------ | ------------ | ------------ | --------------- |
| 2015 | Investigator Alice | Chun Yeonjoo | Naver TVCast | Papel principal |
| 2017 | Bad Boys Detective | Oh Jinkyung  | Naver TVCast | Papel principal |

### Programas de variedades
| Ano  | Título              | Emissora | Notas                                             |
| ---- | ------------------- | -------- | ------------------------------------------------- |
| 2015 | King of Mask Singer | MBC      | Apresentada como "Good Daughter Singer Simcheong" |

### Musicais
| Ano  | Título          | Papel          | Notas           |
| ---- | --------------- | -------------- | --------------- |
| 2017 | Romeu e Julieta | Juliet Capulet | Papel principal |